# Copa da Itália de Basquetebol de 2023
A Copa da Itália de Basquetebol de 2023 (oficialmente:Frecciarossa Final Eight 2023, por motivos de patrocinadores) foi a 47ª edição da Copa Nacional, gerida pela Lega Basket Serie A (LBA). O Germani Brescia conquistou seu título inédito. 

## Pala Alpitour
A arena utilizada para grandes e importantes eventos internacionais, dentre eles o Festival Eurovisão de 2022, a disputa do hoquei no gelo nos Jogos Olímpicos de Inverno de 2006, e será pela primeira vez a sede da Copa da Itália.
| Turim                        |
| ---------------------------- |
| Pala Alpitour                |
| 43° 50′ 10″ N, 12° 52′ 00″ L |
| Capacidade: 16 600           |
|                              |

## Equipas classificadas
| Pos. | Clube                           | P  | J  | V  | D | P+   | P-   | SP  | Classificação     |
| ---- | ------------------------------- | -- | -- | -- | - | ---- | ---- | --- | ----------------- |
| 1    | EA7 Emporio Armani Milano       | 24 | 15 | 12 | 3 | 1259 | 1099 | 160 | Cabeças de Chaves |
| 2    | Virtus Segafredo Bologna        | 24 | 15 | 12 | 3 | 1273 | 1160 | 113 | Cabeças de Chaves |
| 3    | Bertram Derthona Basket Tortona | 20 | 15 | 10 | 5 | 1214 | 1142 | 72  | Cabeças de Chaves |
| 4    | Carpegna Pesaro                 | 18 | 15 | 9  | 6 | 1322 | 1259 | 63  | Cabeças de Chaves |
| 5    | Openjobmetis Varese             | 18 | 15 | 9  | 6 | 1406 | 1365 | 41  |                   |
| 6    | Dolomiti Energia Trento         | 16 | 15 | 8  | 7 | 1106 | 1130 | -24 |                   |
| 7    | Umana Reyer Venezia             | 16 | 15 | 8  | 7 | 1243 | 1187 | 56  |                   |
| 8    | Germani Brescia                 | 14 | 15 | 7  | 8 | 1270 | 1250 | 20  |                   |

fonte:legabasket.it

## Cruzamentos
|  | Quartas de finais            | Quartas de finais         | Quartas de finais         |                          |                           | Semifinais               | Semifinais | Semifinais |  |  | Final     | Final           | Final |
|  |                              |                           |                           |                          |                           |                          |            |            |  |  |           |                 |       |
|  |                              |                           |                           |                          |                           |                          |            |            |  |  |           |                 |       |
|  | Lombardia                    | EA7 Emporio Armani Milano | 72                        |                          |                           |                          |            |            |  |  |           |                 |       |
|  | Lombardia                    | Germani Brescia           | 75                        |                          |                           |                          |            |            |  |  |           |                 |       |
|  | Lombardia                    | Germani Brescia           | 75                        |                          | Lombardia                 | Germani Brescia          | 74         |            |  |  |           |                 |       |
|  |                              |                           |                           |                          | Lombardia                 | Germani Brescia          | 74         |            |  |  |           |                 |       |
|  |                              | Marcas                    | Carpegna Prociutto Pesaro | 57                       |                           |                          |            |            |  |  |           |                 |       |
|  | Marcas                       | Marcas                    | Carpegna Prociutto Pesaro | 57                       | Carpegna Prociutto Pesaro | 84                       |            |            |  |  |           |                 |       |
|  | Marcas                       |                           |                           |                          | Carpegna Prociutto Pesaro | 84                       |            |            |  |  |           |                 |       |
|  | Lombardia                    | OpenjobMetis Varese       | 80                        |                          |                           |                          |            |            |  |  |           |                 |       |
|  |                              |                           |                           |                          |                           |                          |            |            |  |  | Lombardia | Germani Brescia | 84    |
|  |                              |                           | Emília-Romanha            | Virtus Segafredo Bologna | 76                        |                          |            |            |  |  |           |                 |       |
|  | Emília-Romanha               | Virtus Segafredo Bologna  | 82                        |                          |                           |                          |            |            |  |  |           |                 |       |
|  | Vêneto                       | Umana Reyer Venezia       | 68                        |                          |                           |                          |            |            |  |  |           |                 |       |
|  | Vêneto                       | Umana Reyer Venezia       | 68                        |                          | Emília-Romanha            | Virtus Segafredo Bologna | 90         |            |  |  |           |                 |       |
|  |                              |                           |                           |                          | Emília-Romanha            | Virtus Segafredo Bologna | 90         |            |  |  |           |                 |       |
|  |                              | Piemonte                  | Bertram Yachts Derthona   | 65                       |                           |                          |            |            |  |  |           |                 |       |
|  | Piemonte                     | Piemonte                  | Bertram Yachts Derthona   | 65                       | Bertram Yachts Derthona   | 74                       |            |            |  |  |           |                 |       |
|  | Piemonte                     |                           |                           |                          | Bertram Yachts Derthona   | 74                       |            |            |  |  |           |                 |       |
|  | Trentino-Alto Adige/Südtirol | Dolomiti Energia Trento   | 70                        |                          |                           |                          |            |            |  |  |           |                 |       |

### Quartas de finais

#### A|X Armani Exchange Milano – Germani Brescia
| 15 de fevereiro 18:00 | relatório | EA7 Emporio Armani Milano                                           | 72–75 | Germani Brescia                                               |  | Pala Alpitour, Turim | Eleven Sports Eurosport 2 DMAX |
| 15 de fevereiro 18:00 | relatório | Placar por quarto: 19-20, 10-25, 26-11, 17-19                       |       |                                                               |  | Pala Alpitour, Turim | Eleven Sports Eurosport 2 DMAX |
| 15 de fevereiro 18:00 | relatório | Pts: B.Baron 18 Rbts: N. Melli 9 Asts: D.Hall e T.Luwawu-Cabarrot 4 |       | Pts: C.Massinburg 16 Rbts: A. Nikolić 8 Asts: A.Della Valle 7 |  | Pala Alpitour, Turim | Eleven Sports Eurosport 2 DMAX |

| A\|X Armani Exchange Milano | A\|X Armani Exchange Milano | A\|X Armani Exchange Milano | A\|X Armani Exchange Milano | A\|X Armani Exchange Milano | A\|X Armani Exchange Milano |
| Jogador                     | Jogador                     | Pts                         | Reb                         | Assts                       | Minutos                     |
| --------------------------- | --------------------------- | --------------------------- | --------------------------- | --------------------------- | --------------------------- |
| 0                           | Brandon Davies              | 2                           | 1                           | 0                           | 8                           |
| 2                           | Timothé Luwawu-Cabarrot     | 13                          | 4                           | 4                           | 33                          |
| 9                           | Nicolò Melli                | 2                           | 2                           | 0                           | 10                          |
| 12                          | Billy Baron                 | 4                           | 9                           | 1                           | 28                          |
| 13                          | Shabazz Napier              | 18                          | 6                           | 3                           | 22                          |
| 17                          | Giampaolo Ricci             | 13                          | 6                           | 3                           | 23                          |
| 19                          | Paul Biligha                | 2                           | 1                           | 0                           | 10                          |
| 23                          | Malcolm Delaney             | 0                           | 0                           | 0                           | 0                           |
| 22                          | Devon Hall                  | 3                           | 1                           | 4                           | 25                          |
| 40                          | Davide Alviti               | 0                           | 0                           | 0                           | 0                           |
| 42                          | Kyle Hines                  | 5                           | 5                           | 1                           | 26                          |
| 70                          | Luigi Datome                | 10                          | 0                           | 0                           | 15                          |
| Treinador                   | Treinador                   | Ettore Messina              | Ettore Messina              | Ettore Messina              | Ettore Messina              |

| Germani Brescia | Germani Brescia    | Germani Brescia  | Germani Brescia  | Germani Brescia  | Germani Brescia  |
| Jogador         | Jogador            | Pts              | Reb              | Assts            | Minutos          |
| --------------- | ------------------ | ---------------- | ---------------- | ---------------- | ---------------- |
| 1               | Gabriel Kenny      | 13               | 4                | 0                | 31               |
| 5               | C.J. Massinbourg   | 16               | 0                | 0                | 17               |
| 6               | Aleksej Nikolić    | 7                | 8                | 0                | 25               |
| 8               | Amedeo Della Valle | 10               | 3                | 7                | 32               |
| 7               | John Petrucelli    | 11               | 3                | 5                | 22               |
| 12              | Ryan Taylor        | 0                | 0                | 0                | 0                |
| 21              | Tai Odiase         | 6                | 3                | 0                | 24               |
| 23              | Christian Burns    | 10               | 2                | 0                | 13               |
| 24              | Tommaso Laquintana | 0                | 0                | 0                | 0                |
| 25              | David Cournooh     | 2                | 0                | 1                | 15               |
| 34              | David Moss         | 0                | 1                | 0                | 9                |
| 45              | Nicola Akele       | 0                | 1                | 0                | 12               |
| Treinador       | Treinador          | Alessandro Magro | Alessandro Magro | Alessandro Magro | Alessandro Magro |

#### Carpegna Prosciutto Pesaro - Openjobmetis Varese
| 15 de fevereiro 20:45 | relatório | Carpegna Prosciutto Pesaro                                                | 84–80 | Openjobmetis Varese                                  |  | Pala Alpitour, Turim | Eleven Sports Eurosport 2 DMAX |
| 15 de fevereiro 20:45 | relatório | Placar por quarto: 29-12, 15-23, 23-29, 17-16                             |       |                                                      |  | Pala Alpitour, Turim | Eleven Sports Eurosport 2 DMAX |
| 15 de fevereiro 20:45 | relatório | Pts: V.Charalampopoulos 20 Rbts: C.Delfino e D.Kravic 6 Asts: C.Delfino 4 |       | Pts: J. Johnson 18 Rbts: T. Owens 13 Asts: C.Ross 17 |  | Pala Alpitour, Turim | Eleven Sports Eurosport 2 DMAX |

| Carpegna Prosciutto Pesaro | Carpegna Prosciutto Pesaro | Carpegna Prosciutto Pesaro | Carpegna Prosciutto Pesaro | Carpegna Prosciutto Pesaro | Carpegna Prosciutto Pesaro |
| Jogador                    | Jogador                    | Pts                        | Reb                        | Assts                      | Minutos                    |
| -------------------------- | -------------------------- | -------------------------- | -------------------------- | -------------------------- | -------------------------- |
| 1                          | Dejan Kravić               | 6                          | 6                          | 2                          | 24                         |
| 5                          | Muhammad-Ali Abdur-Rahkman | 13                         | 2                          | 3                          | 26                         |
| 9                          | Riccardo Visconti          | 2                          | 1                          | 1                          | 13                         |
| 11                         | Davide Moretti             | 0                          | 0                          | 0                          | 0                          |
| 15                         | Matteo Tambone             | 11                         | 4                          | 3                          | 23                         |
| 18                         | Umberto Tazzonelli         | 0                          | 0                          | 0                          | 0                          |
| 30                         | Jon Axel Gudmundsson       | 13                         | 2                          | 3                          | 28                         |
| 33                         | Vassilis Charalampopoulos  | 20                         | 3                          | 1                          | 30                         |
| 35                         | Leonardo Totè              | 0                          | 5                          | 0                          | 16                         |
| 55                         | Kwan Cheatham              | 7                          | 4                          | 1                          | 18                         |
| 82                         | Carlos Delfino             | 12                         | 6                          | 4                          | 22                         |
| Treinador                  | Treinador                  | Jasmin Repeša              | Jasmin Repeša              | Jasmin Repeša              | Jasmin Repeša              |

| Openjobmetis Varese | Openjobmetis Varese     | Openjobmetis Varese | Openjobmetis Varese | Openjobmetis Varese | Openjobmetis Varese |
| Jogador             | Jogador                 | Pts                 | Reb                 | Assts               | Minutos             |
| ------------------- | ----------------------- | ------------------- | ------------------- | ------------------- | ------------------- |
| 4                   | Colbey Ross             | 17                  | 3                   | 7                   | 31                  |
| 8                   | Andru Tomas Woldetensae | 3                   | 1                   | 1                   | 18                  |
| 10                  | Giovanni de Nicolao     | 0                   | 1                   | 2                   | 22                  |
| 12                  | Justin Reyes            | 2                   | 1                   | 0                   | 12                  |
| 13                  | Matteo Librizzi         | 0                   | 0                   | 0                   | 0                   |
| 18                  | Nicoló Virginio         | 0                   | 0                   | 0                   | 0                   |
| 21                  | Giancarlo Ferrero       | 13                  | 1                   | 0                   | 16                  |
| 22                  | Markel Brown            | 14                  | 5                   | 4                   | 38                  |
| 30                  | Gugliemo Caruso         | 2                   | 3                   | 0                   | 10                  |
| 41                  | Tariq Owens             | 11                  | 13                  | 1                   | 30                  |
| 92                  | Jaron Johnson           | 18                  | 3                   | 0                   | 23                  |
| Treinador           | Treinador               | Matt Brase          | Matt Brase          | Matt Brase          | Matt Brase          |

#### Virtus Segafredo Bologna - Umana Reyer Venezia
| 16 de fevereiro 18:0 | relatório | 'Virtus Segafredo Bologna                                            | 82–68 | Umana Reyer Venezia                                    |  | Pala Alpitour, Turim |  |
| 16 de fevereiro 18:0 | relatório | Placar por quarto: 20-22, 14-14, 21-12, 27-20                        |       |                                                        |  | Pala Alpitour, Turim |  |
| 16 de fevereiro 18:0 | relatório | Pts: M.Belinelli 21 Rbts: T.Shengelia, G.Camara 5 Asts: M.Teodosić 6 |       | Pts: J.Parks 18 Rbts: J.Parks 10 Asts: A. de Nicolao 5 |  | Pala Alpitour, Turim |  |

| Virtus Segafredo Bologna | Virtus Segafredo Bologna | Virtus Segafredo Bologna | Virtus Segafredo Bologna | Virtus Segafredo Bologna | Virtus Segafredo Bologna |
| Jogador                  | Jogador                  | Pts                      | Reb                      | Assts                    | Minutos                  |
| ------------------------ | ------------------------ | ------------------------ | ------------------------ | ------------------------ | ------------------------ |
| 1                        | Niccolò Mannion          | 0                        | 0                        | 2                        | 5                        |
| 3                        | Marco Belinelli          | 21                       | 0                        | 2                        | 22                       |
| 6                        | Alessandro Pajola        | 3                        | 1                        | 2                        | 14                       |
| 14                       | Mouhammadou Jaiteh       | 2                        | 4                        | 4                        | 25                       |
| 19                       | Gabriel Lundberg         | 5                        | 4                        | 1                        | 18                       |
| 21                       | Tornike Shengelia        | 19                       | 5                        | 1                        | 27                       |
| 23                       | Daniel Hackett           | 13                       | 2                        | 2                        | 23                       |
| 25                       | Jordan Mickey            | 5                        | 1                        | 0                        | 10                       |
| 29                       | Gora Camara              | 1                        | 5                        | 0                        | 7                        |
| 34                       | Kyle Weems               | 4                        | 4                        | 1                        | 24                       |
| 44                       | Miloš Teodosić           | 9                        | 3                        | 6                        | 20                       |
| 55                       | Abass Abass Awudu        | 0                        | 2                        | 0                        | 5                        |
| Treinador                | Treinador                | Sergio Scariolo          | Sergio Scariolo          | Sergio Scariolo          | Sergio Scariolo          |

| Umana Reyer Venezia | Umana Reyer Venezia | Umana Reyer Venezia | Umana Reyer Venezia | Umana Reyer Venezia | Umana Reyer Venezia |
| Jogador             | Jogador             | Pts                 | Reb                 | Assts               | Minutos             |
| ------------------- | ------------------- | ------------------- | ------------------- | ------------------- | ------------------- |
| 0                   | Marco Spissu        | 3                   | 1                   | 1                   | 19                  |
| 2                   | Jordan Parks        | 18                  | 10                  | 2                   | 29                  |
| 3                   | Kendrick Ray        | 6                   | 1                   | 0                   | 16                  |
| 6                   | Michael Bramos      | 6                   | 2                   | 2                   | 20                  |
| 9                   | Riccardo Moraschini | 0                   | 0                   | 0                   | 0                   |
| 10                  | Andrea de Nicolao   | 4                   | 1                   | 5                   | 17                  |
| 14                  | Jayson Granger      | 6                   | 2                   | 4                   | 28                  |
| 15                  | Matteo Chillo       | 0                   | 3                   | 0                   | 11                  |
| 23                  | Jeff Brooks         | 0                   | 0                   | 0                   | 0                   |
| 35                  | Derek Willis        | 8                   | 5                   | 1                   | 20                  |
| 50                  | Mitchell Watt       | 13                  | 6                   | 2                   | 28                  |
| 00                  | Amedeo Tessitori    | 4                   | 2                   | 0                   | 12                  |
| Treinador           | Treinador           | Neven Spahija       | Neven Spahija       | Neven Spahija       | Neven Spahija       |

#### Bertram Derthona Basket Tortona - Dolomiti Elergia Trento
| 16 de fevereiro 20:45 | relatório | Bertram Derthona Basket Tortona                      | 74–70 | Dolomiti Energia Trento                                              |  | Pala Alpitour, Turim |  |
| 16 de fevereiro 20:45 | relatório | Placar por quarto: 22-16, 16-20, 21-12, 15-22        |       |                                                                      |  | Pala Alpitour, Turim |  |
| 16 de fevereiro 20:45 | relatório | Pts: S.Christon 19 Rbts: M.Daum 7 Asts: S.Christon 4 |       | Pts: A.Grazulis, D.Flaccadori 15 Rbts: M.Udom 7 Asts: D.Flaccadori 5 |  | Pala Alpitour, Turim |  |

| Bertram Yachts Derthona Tortona | Bertram Yachts Derthona Tortona | Bertram Yachts Derthona Tortona | Bertram Yachts Derthona Tortona | Bertram Yachts Derthona Tortona | Bertram Yachts Derthona Tortona |
| Jogador                         | Jogador                         | Pts                             | Reb                             | Assts                           | Minutos                         |
| ------------------------------- | ------------------------------- | ------------------------------- | ------------------------------- | ------------------------------- | ------------------------------- |
| 0                               | Semaj Christon                  | 19                              | 5                               | 4                               | 32                              |
| 1                               | Christopher Mortellaro          | 0                               | 0                               | 0                               | 0                               |
| 7                               | Leonardo Candi                  | 0                               | 1                               | 0                               | 12                              |
| 8                               | Riccardo Tavernelli             | 0                               | 4                               | 1                               | 12                              |
| 12                              | Ariel Filloy                    | 8                               | 3                               | 2                               | 18                              |
| 20                              | Luca Severini                   | 5                               | 3                               | 0                               | 16                              |
| 22                              | Demonte Harper                  | 4                               | 3                               | 2                               | 23                              |
| 24                              | Mike Daum                       | 12                              | 7                               | 2                               | 24                              |
| 30                              | Tyler Cain                      | 7                               | 5                               | 2                               | 21                              |
| 43                              | Leon Radošević                  | 10                              | 5                               | 3                               | 19                              |
| 55                              | JP Macura                       | 9                               | 4                               | 0                               | 23                              |
| 75                              | Niccolò Filoni                  | 0                               | 0                               | 0                               | 0                               |
| Treinador                       | Treinador                       | Marco Ramondino                 | Marco Ramondino                 | Marco Ramondino                 | Marco Ramondino                 |

| Dolomiti Energia Trento | Dolomiti Energia Trento | Dolomiti Energia Trento | Dolomiti Energia Trento | Dolomiti Energia Trento | Dolomiti Energia Trento |
| Jogador                 | Jogador                 | Pts                     | Reb                     | Assts                   | Minutos                 |
| ----------------------- | ----------------------- | ----------------------- | ----------------------- | ----------------------- | ----------------------- |
| 1                       | Desonta Bradford        | 8                       | 3                       | 0                       | 13                      |
| 9                       | Matteo Spagnolo         | 10                      | 5                       | 3                       | 20                      |
| 10                      | Toto Forray             | 3                       | 2                       | 1                       | 15                      |
| 12                      | Diego Flaccadori        | 15                      | 4                       | 5                       | 32                      |
| 17                      | Mattia Udom             | 6                       | 7                       | 0                       | 20                      |
| 22                      | Andrew Crawford         | 6                       | 2                       | 1                       | 17                      |
| 23                      | Maximilian Ladurner     | 4                       | 1                       | 0                       | 15                      |
| 24                      | Andrejs Gražulis        | 15                      | 3                       | 1                       | 28                      |
| 44                      | Darion Atkins           | 3                       | 4                       | 3                       | 18                      |
| 52                      | Trent Lockett           | 0                       | 4                       | 2                       | 22                      |
| Treinador               | Treinador               | Emanuele Molin          | Emanuele Molin          | Emanuele Molin          | Emanuele Molin          |

### Semifinais

#### Carpegna Prosciutto Pesaro – Germani Brescia
| 18 de fevereiro 20:45 | relatório | Carpegna Prosciutto Pesaro                                        | 57–74 | Germani Brescia Leonessa                                             |  | Pala Alpitour, Turim |  |
| 18 de fevereiro 20:45 | relatório | Placar por quarto: 16-14, 6-22, 14-15, 21-23                      |       |                                                                      |  | Pala Alpitour, Turim |  |
| 18 de fevereiro 20:45 | relatório | Pts: A.Della Valle 15 Rbts: C. Massinburg 8 Asts: A.Della Valle 5 |       | Pts: V.Charalampopoulos 14 Rbts: D.Kravic 11 Asts: M.Abdur-Rahkman 4 |  | Pala Alpitour, Turim |  |

| Carpegna Prosciutto Pesaro | Carpegna Prosciutto Pesaro | Carpegna Prosciutto Pesaro | Carpegna Prosciutto Pesaro | Carpegna Prosciutto Pesaro | Carpegna Prosciutto Pesaro |
| Jogador                    | Jogador                    | Pts                        | Reb                        | Assts                      | Minutos                    |
| -------------------------- | -------------------------- | -------------------------- | -------------------------- | -------------------------- | -------------------------- |
| 1                          | Dejan Kravić               | 6                          | 6                          | 2                          | 24                         |
| 5                          | Muhammad-Ali Abdur-Rahkman | 13                         | 2                          | 3                          | 26                         |
| 9                          | Riccardo Visconti          | 2                          | 1                          | 1                          | 13                         |
| 11                         | Davide Moretti             | 0                          | 0                          | 0                          | 0                          |
| 15                         | Matteo Tambone             | 11                         | 4                          | 3                          | 23                         |
| 18                         | Umberto Tazzonelli         | 0                          | 0                          | 0                          | 0                          |
| 30                         | Jon Axel Gudmundsson       | 13                         | 2                          | 3                          | 28                         |
| 33                         | Vassilis Charalampopoulos  | 20                         | 3                          | 1                          | 30                         |
| 35                         | Leonardo Totè              | 0                          | 5                          | 0                          | 16                         |
| 55                         | Kwan Cheatham              | 7                          | 4                          | 1                          | 18                         |
| 82                         | Carlos Delfino             | 12                         | 6                          | 4                          | 22                         |
| Treinador                  | Treinador                  | Jasmin Repeša              | Jasmin Repeša              | Jasmin Repeša              | Jasmin Repeša              |

| Germani Brescia | Germani Brescia    | Germani Brescia  | Germani Brescia  | Germani Brescia  | Germani Brescia  |
| Jogador         | Jogador            | Pts              | Reb              | Assts            | Minutos          |
| --------------- | ------------------ | ---------------- | ---------------- | ---------------- | ---------------- |
| 1               | Gabriel Kenny      | 5                | 3                | 2                | 23               |
| 5               | C.J. Massinbourg   | 13               | 8                | 2                | 17               |
| 6               | Aleksej Nikolić    | 6                | 7                | 2                | 23               |
| 8               | Amedeo Della Valle | 15               | 3                | 5                | 26               |
| 7               | John Petrucelli    | 4                | 3                | 0                | 20               |
| 12              | Ryan Taylor        | 0                | 0                | 0                | 0                |
| 21              | Tai Odiase         | 9                | 4                | 0                | 24               |
| 23              | Christian Burns    | 1                | 7                | 1                | 16               |
| 24              | Tommaso Laquintana | 0                | 0                | 0                | 0                |
| 25              | David Cournooh     | 5                | 0                | 2                | 18               |
| 34              | David Moss         | 6                | 4                | 1                | 16               |
| 45              | Nicola Akele       | 10               | 3                | 1                | 17               |
| Treinador       | Treinador          | Alessandro Magro | Alessandro Magro | Alessandro Magro | Alessandro Magro |

#### Virtus Segafredo Bologna - Bertram Derthona Basket Tortona
| 18 de fevereiro 18:00 | relatório | Virtus Segafredo Bologna                               | 90–65 | Bertram Derthona Basket Tortona                   |  | Pala Alpitour, Turim |  |
| 18 de fevereiro 18:00 | relatório | Placar por quarto: 29-12, 23-21, 21-18, 17-14          |       |                                                   |  | Pala Alpitour, Turim |  |
| 18 de fevereiro 18:00 | relatório | Pts: M.Belinelli 20 Rbts: J.Mickey 7 Asts: A. Pajola 5 |       | Pts: D.Harper 19 Rbts: T. Cain 10 Asts: L.Candi 4 |  | Pala Alpitour, Turim |  |

| Virtus Segafredo Bologna | Virtus Segafredo Bologna | Virtus Segafredo Bologna | Virtus Segafredo Bologna | Virtus Segafredo Bologna | Virtus Segafredo Bologna |
| Jogador                  | Jogador                  | Pts                      | Reb                      | Assts                    | Minutos                  |
| ------------------------ | ------------------------ | ------------------------ | ------------------------ | ------------------------ | ------------------------ |
| 1                        | Niccolò Mannion          | 2                        | 0                        | 0                        | 5                        |
| 3                        | Marco Belinelli          | 20                       | 1                        | 2                        | 19                       |
| 6                        | Alessandro Pajola        | 5                        | 0                        | 5                        | 21                       |
| 14                       | Mouhammadou Jaiteh       | 4                        | 1                        | 2                        | 17                       |
| 21                       | Tornike Shengelia        | 18                       | 1                        | 3                        | 19                       |
| 23                       | Daniel Hackett           | 5                        | 1                        | 3                        | 22                       |
| 25                       | Jordan Mickey            | 3                        | 3                        | 1                        | 18                       |
| 29                       | Gora Camara              | 2                        | 0                        | 0                        | 5                        |
| 34                       | Kyle Weems               | 11                       | 0                        | 1                        | 28                       |
| 37                       | Semi Ojeleye             | 11                       | 2                        | 0                        | 15                       |
| 44                       | Miloš Teodosić           | 9                        | 1                        | 3                        | 14                       |
| 55                       | Abass Abass Awudu        | 0                        | 1                        | 3                        | 17                       |
| Treinador                | Treinador                | Sergio Scariolo          | Sergio Scariolo          | Sergio Scariolo          | Sergio Scariolo          |

| Bertram Yachts Derthona Tortona | Bertram Yachts Derthona Tortona | Bertram Yachts Derthona Tortona | Bertram Yachts Derthona Tortona | Bertram Yachts Derthona Tortona | Bertram Yachts Derthona Tortona |
| Jogador                         | Jogador                         | Pts                             | Reb                             | Assts                           | Minutos                         |
| ------------------------------- | ------------------------------- | ------------------------------- | ------------------------------- | ------------------------------- | ------------------------------- |
| 0                               | Semaj Christon                  | 6                               | 3                               | 2                               | 29                              |
| 1                               | Christopher Mortellaro          | 0                               | 0                               | 0                               | 0                               |
| 7                               | Leonardo Candi                  | 2                               | 2                               | 4                               | 18                              |
| 8                               | Riccardo Tavernelli             | 5                               | 0                               | 1                               | 8                               |
| 12                              | Ariel Filloy                    | 9                               | 0                               | 2                               | 24                              |
| 20                              | Luca Severini                   | 6                               | 4                               | 2                               | 25                              |
| 22                              | Demonte Harper                  | 19                              | 4                               | 2                               | 22                              |
| 24                              | Mike Daum                       | 8                               | 7                               | 1                               | 30                              |
| 30                              | Tyler Cain                      | 4                               | 10                              | 3                               | 29                              |
| 55                              | JP Macura                       | 6                               | 1                               | 0                               | 15                              |
| 75                              | Niccolò Filoni                  | 0                               | 0                               | 0                               | 0                               |
| Treinador                       | Treinador                       | Marco Ramondino                 | Marco Ramondino                 | Marco Ramondino                 | Marco Ramondino                 |

### Final

#### Virtus Segafredo Bologna – Germani Brescia
| 19 de fevereiro 18:00 | relatório | Virtus Segafredo Bologna                              | 76–84 | Germani Brescia                                               |  | Pala Alpitour, Turim |  |
| 19 de fevereiro 18:00 | relatório | Placar por quarto: 16-17, 14-23, 21-21, 25-23         |       |                                                               |  | Pala Alpitour, Turim |  |
| 19 de fevereiro 18:00 | relatório | Pts: M.Belinelli 24 Rbts: J.Mickey 8 Asts: A.Pajola 6 |       | Pts: A.Della Valle 26 Rbts: G. Kenny 10 Asts: A.Della Valle 6 |  | Pala Alpitour, Turim |  |

| Virtus Segafredo Bologna | Virtus Segafredo Bologna | Virtus Segafredo Bologna | Virtus Segafredo Bologna | Virtus Segafredo Bologna | Virtus Segafredo Bologna |
| Jogador                  | Jogador                  | Pts                      | Reb                      | Assts                    | Minutos                  |
| ------------------------ | ------------------------ | ------------------------ | ------------------------ | ------------------------ | ------------------------ |
| 1                        | Niccolò Mannion          | 0                        | 0                        | 0                        | 0                        |
| 3                        | Marco Belinelli          | 24                       | 0                        | 3                        | 23                       |
| 6                        | Alessandro Pajola        | 0                        | 0                        | 6                        | 21                       |
| 14                       | Mouhammadou Jaiteh       | 2                        | 1                        | 0                        | 15                       |
| 21                       | Tornike Shengelia        | 12                       | 1                        | 5                        | 28                       |
| 23                       | Daniel Hackett           | 10                       | 2                        | 0                        | 28                       |
| 25                       | Jordan Mickey            | 11                       | 3                        | 2                        | 19                       |
| 29                       | Gora Camara              | 0                        | 0                        | 0                        | 0                        |
| 34                       | Kyle Weems               | 4                        | 1                        | 0                        | 20                       |
| 37                       | Semi Ojeleye             | 4                        | 4                        | 0                        | 17                       |
| 44                       | Miloš Teodosić           | 7                        | 0                        | 1                        | 18                       |
| 55                       | Abass Abass Awudu        | 2                        | 2                        | 0                        | 11                       |
| Treinador                | Treinador                | Sergio Scariolo          | Sergio Scariolo          | Sergio Scariolo          | Sergio Scariolo          |

| Germani Brescia | Germani Brescia    | Germani Brescia  | Germani Brescia  | Germani Brescia  | Germani Brescia  |
| Jogador         | Jogador            | Pts              | Reb              | Assts            | Minutos          |
| --------------- | ------------------ | ---------------- | ---------------- | ---------------- | ---------------- |
| 1               | Gabriel Kenny      | 9                | 10               | 0                | 28               |
| 5               | C.J. Massinbourg   | 7                | 2                | 0                | 17               |
| 6               | Aleksej Nikolić    | 1                | 1                | 2                | 17               |
| 8               | Amedeo Della Valle | 26               | 3                | 6                | 32               |
| 7               | John Petrucelli    | 15               | 5                | 0                | 21               |
| 12              | Ryan Taylor        | 0                | 0                | 0                | 0                |
| 21              | Tai Odiase         | 5                | 4                | 0                | 24               |
| 23              | Christian Burns    | 9                | 2                | 0                | 15               |
| 24              | Tommaso Laquintana | 0                | 0                | 0                | 0                |
| 25              | David Cournooh     | 8                | 1                | 2                | 21               |
| 34              | David Moss         | 2                | 2                | 1                | 13               |
| 45              | Nicola Akele       | 2                | 2                | 0                | 12               |
| Treinador       | Treinador          | Alessandro Magro | Alessandro Magro | Alessandro Magro | Alessandro Magro |

## Campeões
| Frecciarossa Final Eight 2023 (Turim) |
| Lombardia                             |
| ------------------------------------- |
| Campeão Germani Brescia (1° título)   |

## Prêmios individuais
| Prêmio                   | Jogador                 | Clube                    |
| ------------------------ | ----------------------- | ------------------------ |
| MVP                      | Amedeo Della Valle      | Germani Brescia          |
| Melhor jogador italiano  | Amedeo Della Valle      | Germani Brescia          |
| Melhor assistente        | Amedeo Della Valle      | Germani Brescia          |
| Melhor jogador ofensivo  | Marco Belinelli         | Virtus Segafredo Bologna |
| Melhor jogador defensivo | David Reginald Cournooh | Germani Brescia          |
| Melhor jogador Sub 22    | Matteo Spagnolo         | Dolomiti Energia Trento  |